# Maksim Tsvetkov

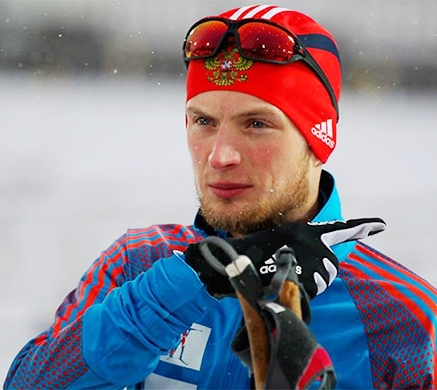
Maksim Tsvetkov

Maksim Sergejevitj Tsvetkov (ryska: Максим Сергеевич Џветков), född 3 januari 1992, är en rysk skidskytt som ingick i det ryska herrlag som vann guld i stafett vid VM 2017. I januari 2016 tog han sin karriärs första individuella pallplats i världscupen, det skedde vid sprinttävlingen i Antholz, Italien.